# Kim Dong-moon
Kim Dong-moon (en hangul: 김동문; en hanja: 金東文) (Gokseong, Corea del Sud 1975) és un jugador de bàdminton sud-coreà, ja retirat, guanyador de tres medalles olímpiques.

## Biografia
Va néixer el 22 de setembre de 1975 a la ciutat de Gokseong, població situada a la província de Jeollanam-do. Està casat amb la jugadora de bàdminton i medallista olímpica Ra Kyung-min.

## Carrera esportiva
Especialista en la modalitat de dobles, va participar als 20 anys en els Jocs Olímpics d'Estiu de 1996 realitzats a Atlanta (Estats Units), on va aconseguir guanyar la medalla d'or en la prova de dobles mixts al costat de Gil Young-ah, i també participà en la prova de dobles masculins fent parella amb Yu Yong-Seong, on només pogueren finalitzar dissetens. En els Jocs Olímpics d'Estiu de 2000 realitzats a Sydney (Austràlia) fou cinquè en la prova de dobles mixts al costat de la seva esposa i guanyà la medalla de bronze en la prova de dobles masculins al costat de Ha Tae-kwon. En els Jocs Olímpics d'Estiu de 2004 realitzats a Atenes (Grècia) va aconseguir la medalla d'or al costat de Tae-kwon en la competició de dobles masculina i tornà a ser cinquè en la prova de dobles mixts, aconseguint un nou diploma olímpic.
Al llarg de la seva carrera ha guanyat sis medalles en el Campionat del Món de bàdminton, entre elles tres medalles d'or; sis medalles d'or als Campionats d'Àsia i dues medalles també d'or als Jocs Asiàtics.